# Таврика

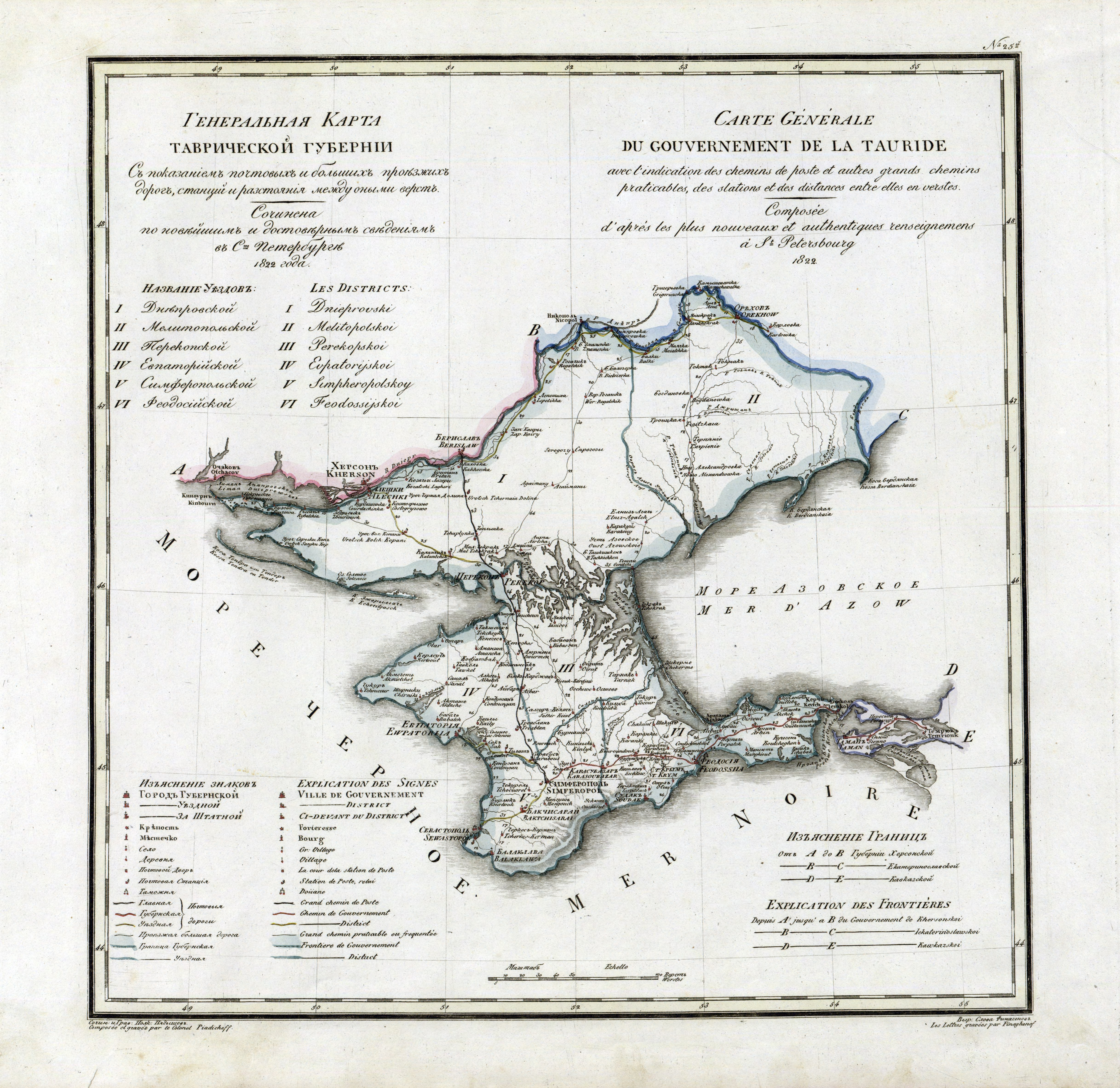
Карта Таврической губернии

Та́врика (Таври́да, Та́врия; греч. Η Ταυρική), Таврический полуостров — древнее греческое название полуострова Крым.
В Российской империи Таврией называли прилегающие с севера к Крыму плодородные земли Таврической губернии с городами Алёшки, Бердянск, Геническ, Мелитополь и другими, ограниченные с запада Херсонской губернией, с севера — Екатеринославской.

## Топонимика
Изначально Тавридой или Таврикой (страной тавров) эллины называли южный берег Крыма, а в период раннего Средневековья (примерно до XV века) это название использовалось для всего Крыма. Нынешнее название Крым — более позднее и происходит из крымскотатарского языка.

### Древнейшая история

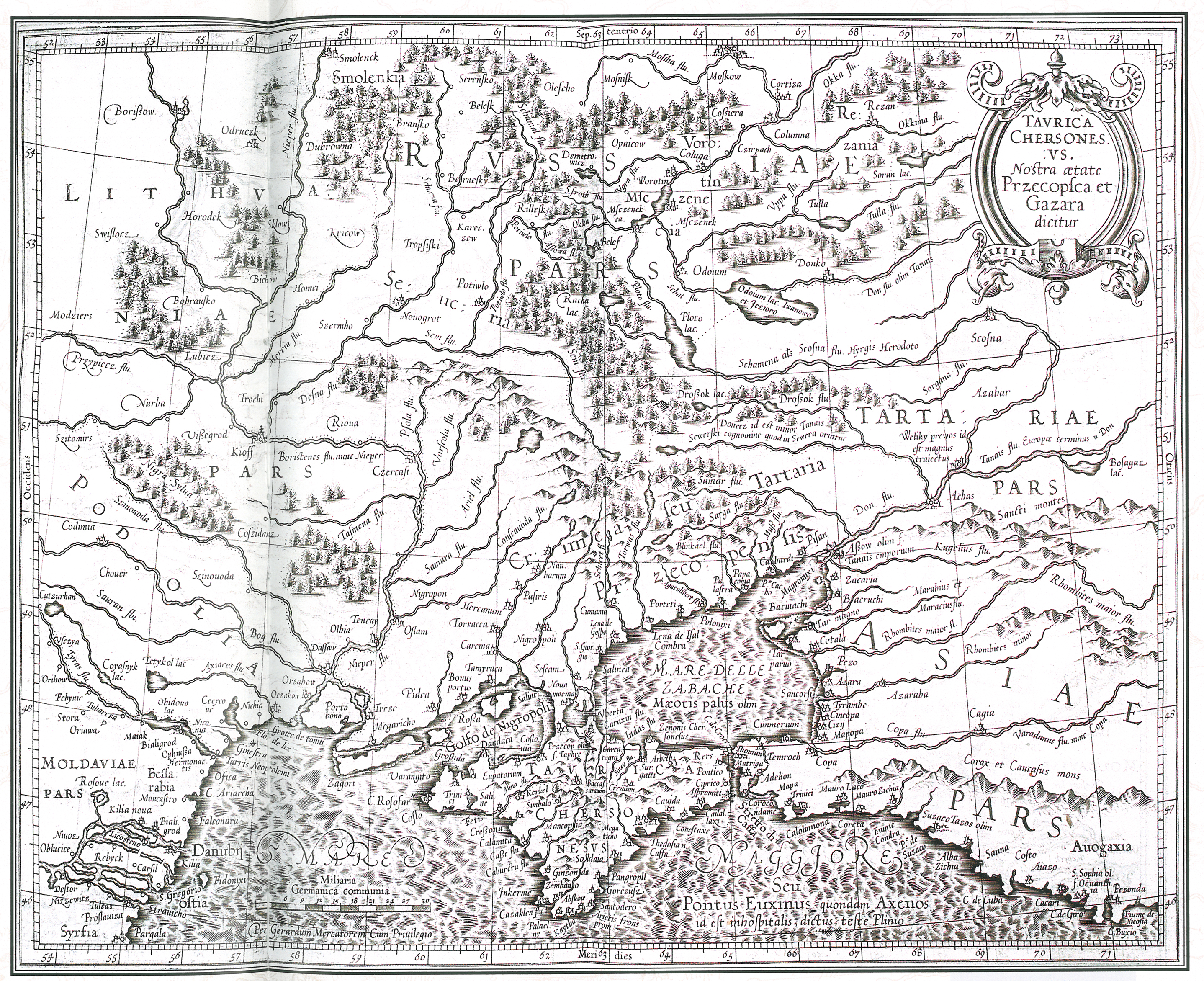
Таврика Херсонесская, ныне Перекопская или Газария. Карта Меркатора. 1630 год, Амстердам

Современные ученые считают тавров автохтонным этносом горной части Крыма, который частично смешивался со сменяющимися кочевыми или полукочевыми этносами степной зоны. Сведения о древнейшей истории Таврики носят преимущественно легендарный характер. Название «Таврика» связано с названием народа тавров, первым царём которого Геродот называет Тоаса, жившего за 1250 лет до н. э..
В мифах также сохранились имена таврских царей Фоанта и Перса.
Есть гипотеза об астроморфном происхождении названия от Taurus (латинский вариант названия созвездия Тельца, с которым в древности отождествлялся Крым и прилегающие к нему области). Кроме тавров, в Тавриде жили киммерийцы, пролив между Тавридой и Синдикой (совр. Тамань) античные авторы называли Боспором Киммерийским. Около VIII века до н. э. киммерийцы были изгнаны перешедшими через Дон с востока скифами.

### Античность

Княжество Феодоро и граница средневековых владений Византии в Крыму

Около VII века до н. э. на северном берегу Чёрного моря стали основываться греческие колонии. Это утвердило здесь греческое влияние, которому поддались и скифы. Из греческих колоний в Крыму особенно выделялись Херсонес и Пантикапей, которые образовали собой два греческих города-республики. Они были покорены в первой половине I века до н. э. Митридатом Евпатором царём понтийским, и Пантикапей стал столицей Боспорского царства.
Со времени Помпея Боспорское царство стало зависеть от Рима. О дальнейшей истории Тавриды не имеется достоверных сведений. Во время великого переселения народов в Тавриде перебывало много народов. В III веке полуостров заняли готы, нападали на него гунны. В VII и VIII вв. Тавридой владели хазары. При этом Византия стала единственной державой которой сумела сохранить религиозную и культурную преемственность в полосе эллинизированных поселений между Херсонесом и Судаком со времён поздней античности вплоть до падения своего последнего осколка — княжества Феодоро — под натиском турок-османов в 1475 году..
«Таврика — большой и весьма замечательный остров, имеющий много народов… Говорят, что там Озирис, запрягший быков, вспахал землю, и от этой-то пары быков получил имя народ». Стефан Византийский

### Средние века — замена термина на «Крым» во времена Крымского Ханства
В средние века термин не использовался и во времена существование Крымского Ханства использовался крымскотатарский термин Крым. Греческое название Таврида постепенно вытесняет тюркское самоназвание Крым (гырым — «ров»)

### Возрождение термина «Таврика» после падения Крымского Ханства

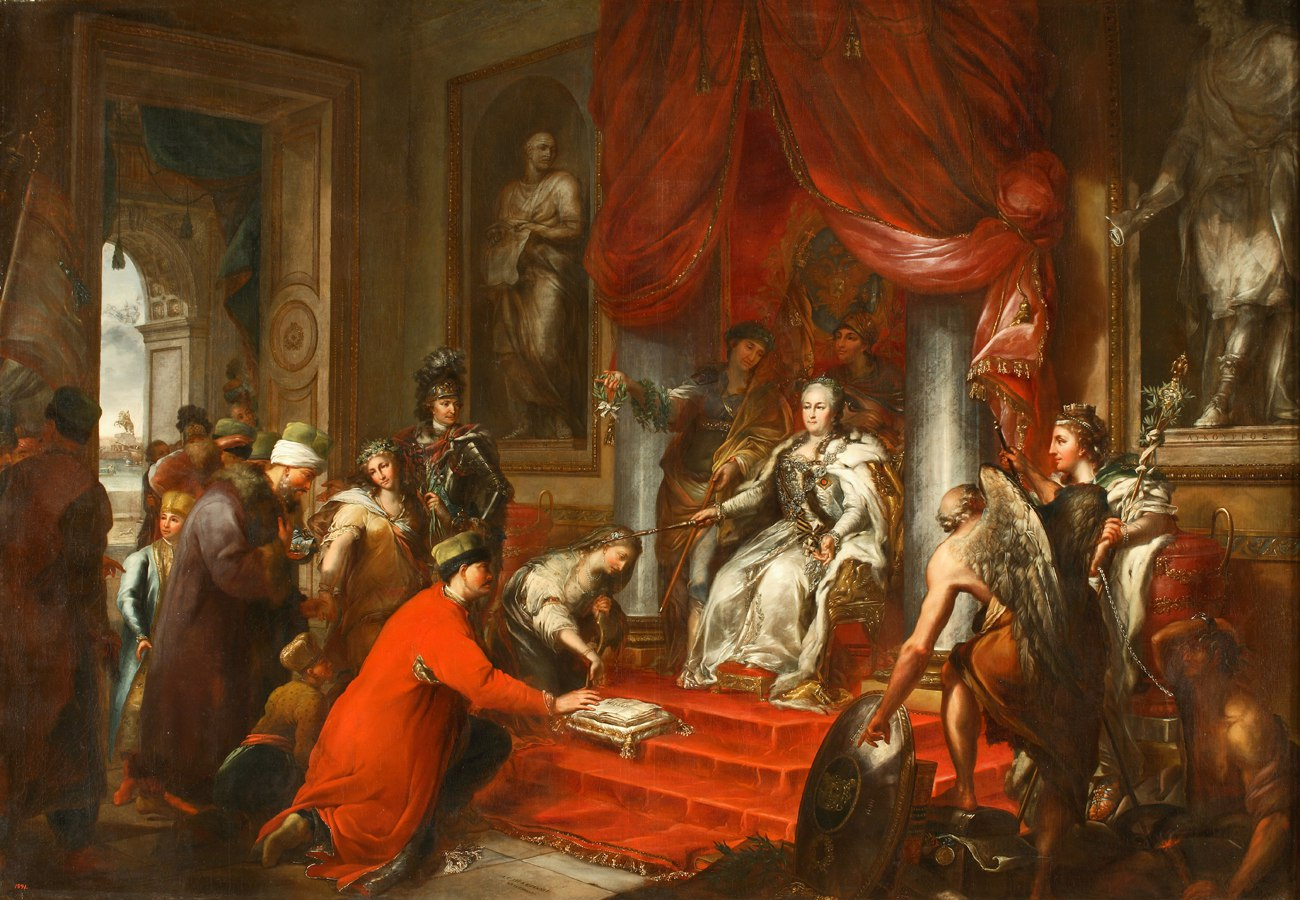
Андреас Каспар Гюне. Екатерина II дает законы Тавриде (1791)

Присоединение Крыма к России привело к возрождению интереса к античному (таврическому) периоду его истории, чему лично способствовала Екатерина II, чьим детищем стал так называемый «Греческий проект» с фактическим внедрением термина «Таврика» как конкурирующего с крымскотатарским термином «Крым». Уже после смерти российской императрицы эту линию продолжили другие российские монархи. В период между 8 (20) октября 1802 года по 18 октября 1921 года Крым входил в состав Таврической губернии, простиравшейся за пределы полуострова на континент. Многие города Таврической губернии в этот период по указу императоров получили новые греческие имена, часть которых сохраняется до наших дней (Севастополь, Симферополь, Евпатория, Мелитополь).

### Таври́ческая губерния
Земли Таврии в составе России в 1802—1921 гг. образовывали отдельную административно-территориальную единицу империи — Таврическую губернию, охватывавшую малороссийские пространства от Днепро-Молочанского междуречья до Тавриды на территории полуострова Крым. При этом применительно к территории полуострова Крым слова «Таврия» и «Таврида» тогда являлись словами-синонимами. Также земли Таврической губернии в разговорном обиходе называли сокращённо Таврией.

### Таври́ческая респу́блика — Советская Социалистическая Республика Тавриды
Таврическая республика — Советская Социалистическая Республика Тавриды (со столицей в городе Симферополе, Крым), была образована 19 марта 1918 года в составе Советской России — Р.С.Ф.С.Р..
30 апреля 1918 года Таврия—Таврида оказалась полностью оккупирована немецкой кайзеровской армией и с 1 мая 1918 года республика перестала существовать.

## Греческая диаспора полуострова

Карта административного деления Таврической губернии

История греческой диаспоры полуострова, ныне небольшой по размеру, насчитывает не одно тысячелетие. Древние греки стали первым народом познакомивших крымских автохтонов с мореплаванием и сельским хозяйством. Немало важных сельскохозяйственных растений было завезено в Крым именно в ходе греческой колонизации Северного Причерноморья. К ранним интродуцентам ЮБК относятся оливковое дерево, грецкий орех, инжир, кипарисы, лавр, розмарин. Греки облачили местный топоним Таврида в письменную форму. В 1779 году века большая часть крымских греков и армян переселилась в пределы Российской империи, дав начало своим приазовским диаспорам, однако затем часть из них вернулась обратно в Крым после его окончательного включения в состав Российской империи (1783). Непоправимый удар диаспоре нанесли депортация 13 крымских народов в Среднюю Азию и Казахстан[когда?], после которой крымские греки так и не смогли восстановить свою довоенную численность. Важное греческое наследие различных эпох, тем не менее, продолжает сохраняться в культуре, архитектуре и религии полуострова.

## В науке
В честь Тавриды назван астероид (814) Таврида, открытый в 1916 году российским астрономом Неуйминым, Григорием Николаевичем в Симеизской обсерватории в Крыму.